# Имперское министерство авиации
Имперское министерство авиации Германии (нем. Reichsluftfahrtministerium — RLM) — министерство авиации в нацистской Германии (1933—1945 годы). Министерство было создано 27 апреля 1933 года на базе Имперского комиссариата по делам авиации и получило статус самостоятельного ведомства 15 мая 1933 года. Оно отвечало за разработку и передачу в производство самолётов для быстро развивавшихся военно-воздушных сил (ВВС) Германии. Кадровый состав Министерства был представлен главным образом, если не целиком, офицерским составом.
В 1935 году в Берлине для Министерства авиации был построен комплекс административных зданий, в котором располагался и кабинет министра авиации Германа Геринга. По числу служебных помещений (2 тыс.) и полезной площади (56 тыс. м²) комплекс зданий Министерства авиации на тот момент времени представлял крупнейшее административное здание Берлина.
Одной из важнейших задач национал-социалистов после прихода к власти в январе 1933 года была ликвидация ограничений, наложенных на Германию Версальскими соглашениями, чтобы создать военную основу для завоевания жизненного пространства на Востоке. Решающим элементом этих планов являлось создание военно-воздушных сил (люфтваффе) — нового вида вооружённых сил рейхсвера.
В 1935—1936 годах на Вильгельмштрассе по проекту Эрнста Загебиля было построено здание министерства. В нём в 1949 году была провозглашена Германская Демократическая Республика. В настоящее время (c 1999 года) здание, получившее название «дом Детлева Роведдера», занимает Министерство финансов Германии. У фасада, выходящего на Лейпцигскую улицу, расположен мемориал участникам восстания 1953 года.

## Организационная структура министерства
В сентябре 1933 года министерство было реорганизовано, дублирование функций между разделами сокращено. В итоге было создано шесть новых структурных подразделений: помимо Luftkommandoamt (LA) и Allgemeines Luftamt (LB), добавлены Technisches Amt (LC), которое отвечало за исследования и разработку проектов, Luftwaffenverwaltungsamt (LD), осуществляющим изготовление самолётов, Luftwaffenpersonalamt (LP), ответственного за обучение персонала, и Zentralabteilung (ZA) или Comando central.
В 1934 году дополнительно организована служба материально-технического обеспечения — управление Luftzeugmeister (LZM). Начало Второй мировой войны в 1939 году повлекло беспрецедентный рост активности и объёма административной работы Министерства.
- ZA Центральный отдел
- FoFü, Forschungsführung — Управление исследованиями — директорат в составе четырёх ученых-практиков (Georgii, Baeumker, Seewald, Prandtl)
- LA, Luftkommandoamt — Fliegende Verbände — Командное управление (01.08.1936 преобразовано в Генеральный штаб люфтваффе) — управление шестью воздушными флотами Германии
- LB, Allgemeines Luftamt
- LС, Techniches Amt — Техническое управление, в состав управления входили 9 отделов, отвечало за исследования и разработку проектов
- LD — Luftwaffenverwaltungsamt — отвечало за создание авиационной техники
- LE — Управление снабжения (создано 01.08.1936)
- LF, Flak — Инспекция войск ПВО
- LP, Luftwaffenpersonalamt — Административное управление, обучение и подготовка кадров
- Инспекция школ люфтваффе
- LZM — Luftzeugmeister — материально-техническое обеспечение

Посредством Технического управления Techniches Amt Министерство авиации руководило научно-исследовательскими и опытно-конструкторскими работами (НИОКР), серийным производством, контрактами с компаниями изготовителями, и испытаниями авиационной техники, заказанной министерством, то есть контролировало полный цикл от замысла (эскизного проекта) до поставки авиационной техники в войска.

### Организационная структура Технического управления
- Zelle — отдел планера, приборного оснащения и вооружения
- Motor — отдел разработки и закупки авиационных моторов
- Geräte — отдел авиационных приборов
- Funk — отдел радиоаппаратуры и РЛС
- Waffen — отдел авиавооружения
- Bomben — отдел бомбардировочного вооружения и бомбовых прицелов
- Bodenorganization — отдел обеспечения наземным оборудованием и приборами
- Torpedo — отдел авиационных торпед
- Fernsteuer Geräte — отдел телеуправляемого вооружения (крылатые ракеты и планирующие бомбы)

Указанные девять отделов в совокупности составляли Отделение опытно-конструкторских работ Entwicklungs Abteilung, в противоположность сторонним исследовательским организациям (DVL, LFA, LFM, AVA, TAL и др.), работавшим под руководством Управления исследованиями Forschungsführung. Каждый отдел отвечал одновременно за опытно-конструкторские работы (ОКР) и серийное производство. Лишь сравнительно небольшая часть ОКР (порядка 10 процентов) выполнялась силами отделов Технического управления,  большая часть работ (порядка 90 процентов), как и в случае с научными исследованиями, осуществлялась по контрактам со сторонними организациями, в подавляющем большинстве случаев коммерческими фирмами. Каждый отдел Технического управления имел ответственного сотрудника, выделенного для связи с Управлением исследованиями FoFü (Forschungsführung) для быстрого восприятия новаторских идей и инициирования опытных работ, большинство из которых носили пионерский характер. Созданные образцы техники после поражения Германии многократно воспроизводились и копировались всеми странами-победительницами, зачастую при непосредственном участии вывезенных немецких специалистов.
В частности, Моторный отдел, имевший индекс LC8, во время войны финансировал программы разработки ряда принципиально новых конструкций двигателей: ракетных, пульсирующих воздушно-реактивных (ПуВРД), прямоточных (ПВРД) и нескольких различных типов газотурбинных двигателей (ГТД). С 1938 года разработкой газотурбинных двигателей руководил доктор Гельмут Шельп, энтузиаст реактивного двигателестроения. В 1939 году Шельп вместе с начальником Моторного отдела Вольфом Айзенлором Wolf Eisenlohr сформулировали и направили промышленности (компаниям BMW, Daimler-Benz, Heinkel и Junkers) требования к газотурбинному двигателю с лобовой тягой 20 кН/м².
В конце 1942 года отдел Вооружения сформулировал требования к перспективной 20-мм авиапушке с невиданными на тот период времени параметрами: темп стрельбы 1000 выстрелов в минуту, начальная скорость снаряда не менее 1000 м/с. Планировалась установка пушки на реактивных самолётах-истребителях типа Me 262. Эти требования были направлены двум оружейным компаниям Krieghoff и Mauser, разработка боеприпасов была поручена компании HASAG. Результатом опытно-конструкторских работ компании Mauser стала револьверная пушка MG 213, опытные образцы которой были изготовлены в 1944 году. Несколько ранее, в 1937 году, отдел Вооружения после многолетних внутренних исследований поручил компании DWM разработку 20-мм фугасного снаряда  (1937—1939), предназначенного для поражения конструкции планера, несущих поверхностей и оперения самолёта ударной волной за счёт усиления её действия при множественном отражении от стенок замкнутых отсеков. Такой боеприпас 2-cm M.-Gesch./FFM был создан и впервые применен германскими ВВС в сентябре 1940 года в ходе воздушных боев, известных под названием «Битва за Англию».
На протяжении длительного времени руководил Техническим управлением Эрнст Удет, далее генерал Мильх и в конце войны генерал Дизинг.
После создания в 1937 году Верховного командования люфтваффе (ОКЛ) четкого разделения функций между ним и министерством авиации не существовало. Эта ситуация осложнялась и тем, что одни и те же люди занимали руководящие посты и в ОКЛ и в министерстве авиации.

## Руководство министерства
- Министр с 27 апреля 1933 года по 23 апреля 1945 года — Герман Геринг
- Статс-секретарь с 27 апреля 1933 года по 21 июня 1944 года — Эрхард Мильх

## Здание министерства в искусстве
В советском фильме «Щит и меч» здание имперского министерства авиации исполнило роль снесённого к тому моменту здания рейхсканцелярии.

## Фотогалерея
- Здание министерства авиации в декабре 1938 года.
- Здание министерства авиации в июне 2019 года.
- Обратная сторона комплекса зданий министерства, 2010 год.
- Современный вид с воздуха, показывающий планировку здания министерства.